# Palazzo H
O Palazzo H é um edifício histórico em Roma, no complexo Foro Italico. É o escritório de representação do Comitê Olímpico Nacional Italiano (CONI).

## Histórico
O Palazzo H foi projetado pelo arquiteto Enrico Del Debbio em 1927. A pedra fundamental foi lançada por Mussolini em 28 de fevereiro de 1928 e foi inaugurado em 1932 como sede da  Accademia fascista maschile di educazione fisica (ou "Accademia della Farnesina"). É a primeira obra do "Foro Italico" (então conhecido como "Foro Mussolini") a ser construída, por recomendação da Opera Nazionale Balilla, cujo projeto foi desenhado por Del Debbio no período 1927-1933, e concluído após a guerra (1956/60). Em março de 1951, Giulio Onesti [en] fez dele a sede do "Comitato Olimpico Nazionale Italiano", que em 2018 planejou obras de restauração. Desde 2019 é também a sede da Sport e Salute [it].

## Arquitetura
Composto por dois edifícios simétricos de dois pisos, ligados por um grande corredor suspenso, formando uma planta em "H". Dentro de nichos emoldurados por edículas de mármore com empena triangular quebrada, encontram-se 4 estátuas de atletas. A seu lado existe um ginásio monumental, de planta semi-ovóide, destinado à ginástica, com galerias elevadas.

### Interior
No interior, no salão principal, encontram-se duas enormes pinturas murais, das quais a mais famosa é a "Apoteose do Fascismo" de 1928, de Luigi Montanarini [it], que foi mantida escondida atrás de um pano verde durante décadas após a guerra, e apenas em 1997, sob as ordens da "Soprintendenze [it]" foram reveladas. O outro afresco é uma alegoria da Roma antiga, de Angelo Canevari [en]. Há também quatro temas esportivos, pintados por Romano Dazzi.